# Adbaston
Adbaston is een civil parish in het bestuurlijke gebied Stafford, in het Engelse graafschap Staffordshire. In 2001 telde het dorp 556 inwoners. Adbaston komt in het Domesday Book (1086) voor als 'Edboldestone'.